# Kalibrálás
A kalibrálás azoknak a műveleteknek az összessége, amelyekkel (meghatározott feltételek mellett) megállapítható az összefüggés a mérőeszköz vagy a mérőrendszer értékmutatása, illetve a mérendő mennyiségnek mértékkel vagy anyagminta által megtestesített, vagy használati etalonnal megvalósított (helyes) értéke között.
A kalibrálás nem más, mint az adott mérőeszköz értékmutatása, vagy etalon névleges mérete, valamint a valós méret közti különbség meghatározása. A különbség meghatározásához szükség van egy referenciaetalonra. Ezzel vetjük össze a vizsgált eszköz által mért eredményeket.